# Jónsbók
Le Jónsbók est un recueil de textes de droit islandais adopté en 1281 par l'Alþing. 